# Janusz Woźnica
Janusz Józef Woźnica (ur. 23 lutego 1949 w Miączynie) – polski polityk, nauczyciel, senator I i II kadencji.

## Życiorys
Ukończył w 1975 studia na Wydziale Historii Uniwersytetu Marii Curie-Skłodowskiej w Lublinie. Od 1975 do 2007 pracował w liceum ogólnokształcącym w Hrubieszowie. W 1980 podjął działalność w „Solidarności”. W 1986 za działalność opozycyjną został skazany na karę półtora roku pozbawienia wolności, zwolnienie uzyskał po około pół roku.
Sprawował mandat senatora I kadencji z listy Komitetu Obywatelskiego oraz II kadencji z listy Porozumienia Ludowego. W Senacie reprezentował województwo zamojskie. W latach 1998–2002 pełnił funkcję radnego sejmiku lubelskiego. W 2001 ubiegał się o mandat posła z listy Prawa i Sprawiedliwości. W 2007 został wybrany do władz wojewódzkich NSZZ „S” Rolników Indywidualnych.
W 2013, za wybitne zasługi dla przemian demokratycznych w Polsce, za osiągnięcia w działalności państwowej i publicznej, odznaczony Krzyżem Kawalerskim Orderu Odrodzenia Polski.